# Keng Vannsak
Keng Vannsak (khmer: កេង វ៉ាន់សាក់; Kampong Cham, 19 de setembre de 1925 – París, 18 de desembre de 2008), va ser un acadèmic, filòsof i lingüista khmer, principalment conegut per inventar el teclat amb tipografia khmer el 1952. Des del 1970 va viure a l'exili, a París, fins que va morir el 2008, a l'hospital de Montmorency, als vuitanta-vuit anys.
A la Cambodja moderna, Keng Vannsak és conegut com una de les figures més influents per les generacions següents d'acadèmics i intel·lectuals. Al morir va deixar un gran llegat literari, inclòs dues obres de teatre dramàtiques, molts poemes i la seva recerca, iniciada durant la dècada de 1940.
Keng Vannak va néixer a un petit poble de la província de Kampong Cham el 19 de setembre de 1925, el mateix any que naixia Pol Pot. Vannsak va ser mestre del futur dictador cambodjà quan tots dos eren a França. Tots dos compartien l'opinió del "khmer original", considerant que el budisme i l'hinduisme havien contaminat la cultural original khmer.
Després de graduar-se en filosofia a Phnom Penh, el 1946, Vannsak va continuar els seus estudis a París, treballant com a assistent en llengua khmer de l'Escola Nacional de Llengües de Orientals (Ecole nationale des Langues Orientales). Mentre prosseguia amb els seus estudis va passar dos anys ensenyant khmer a l'Escola d'Estudis Africans i Orientals de la Universitat de Londres.
Més tard es va casar amb Suzanne Colleville, d'origen francès, amb qui compartia la passió per les llengües orientals. Va obtenir diplomes en les llengües khmer, laosià i tailandès, a més d'aconseguir un grafuat en ciències per la Universitat de Caen.
El 1952 va tornar a Cambodja, juntament amb la seva esposa, així com amb una llicenciatura aconseguida a la Facultat de Literatura i Ciències Humanes d la Universitat de París, el 1951. Més tard va treballar com a professor del presigiós Liceu Sisowath de Phnom Penh, entre el 1952 i el 1958.